# Матвеево (Удмуртия)
Матве́ево (удм. Деньгопи) — деревня в Юкаменском районе в Удмуртской Республике Российской Федерации.
Фактически урочище

## География
Деревня находится в 20 км от районного центра (с. Юкаменское) и в 150 км от Ижевска.
Планировочная ось населённого пункта (на 2012 год) — улица Матвеевская

### Климат
Климат умеренно-континентальный с продолжительной холодной зимой, тёплым летом и хорошо выраженными переходными периодами весной и осенью.
Средняя температура января составляет −14,5 °C, июля — +18,5 °C.

## История
Входила деревня в состав упразднённого Ёжевского сельского поселения. С 18 апреля 2021 входит в Юкаменский муниципальный округ.

## Население
Численность постоянного населения деревни составляет 0 человек (2012).
| 2002 | 2007 | 2010 | 2012 |
| ---- | ---- | ---- | ---- |
| 14   | ↘3   | ↘0   | →0   |

### Национальный и гендерный состав
Согласно результатам переписи 2002 года, в национальной структуре населения русские составляли 29 %, удмурты — 71 % из 14 человек; из них было 8 мужчин и 6 женщин.